# Леоново (Кимрский район)
Леоново — деревня в Кимрском районе Тверской области. Входит в состав Устиновского сельского поселения.

## География
Находится в юго-восточной части Тверской области на расстоянии приблизительно 19 км на север-северо-восток по прямой от районного центра города Кимры на левом берегу реки Малая Пудица.

## История
Известна была с 1780-х годов как деревня Леоновское из 2 дворов, позднее Леоново. В 1859 году здесь (деревня Корчевского уезда Тверской губернии) было учтено 7 дворов, в 1887 — 13. Ныне имеет дачный характер.

## Население
Численность населения: 11 человек (1780-е годы), 50 (1859 год), 71 (1887), 2 (русские 100 %) 2002 году, 0 в 2010.